# Église baptiste évangélique de Corée
 (avril 2023).
L'Église Baptiste Evangélique (EBC) de Corée,, (coréen : 기독교복음침례회 ; officiellement Église Baptiste Évangélique Coréenne - anciennement connue sous le nom de Communauté évangélique des laïcs coréens), a été créée en 1962 par Yoo Byung-eun et le pasteur Kwon Shin-chan (권신찬; 1923 – 96). Le nom de l'église a été changé en EBC en 1981. Il n'est pas connecté à la Convention baptiste coréenne. En Corée du Sud, EBC est communément appelé Guwonpa, ce qui veut dire « secte du salut » du terme coréen guwon (구원), « salutation ».
De nombreuses sources estiment que le mouvement compte 20 000 membres, mais les médias rapportent que le nombre d'adeptes varie de 10 000 à 200 000 dans le monde,, En 2014, l'organisation revendiquait 100 000 membres,.
Les médias ont affirmé que la doctrine de l'EBC enseigne que ceux qui étaient autrefois sauvés par Dieu, sont complètement détachés du péché et qu'ils s'engageront jamais dans le futur et garantiront un chemin vers le ciel. L'EBC a nié avoir une telle doctrine,. Bien que l'Assemblée générale conservatrice des églises presbytériennes considérait le mouvement comme une secte en 1992, une déclaration corrigée a ensuite été publiée indiquant que l'EBC prêche des doctrines conformes au christianisme et non incompatibles avec la Bible. Ils ne vénèrent pas non plus un individu en particulier en tant que chef de secte religieuse.

## Suicide collectif d'Odaeyang
En 1987, la police sud-coréenne enquêtait sur des allégations contre une femme de 48 ans, Park Soon-ja, selon laquelle elle aurait fraudé 8,9 milliards de won (8,7 millions de dollars) à environ 220 personnes,. Odaeyang Commerce Co., son entreprise, était une entreprise qui faisait la promotion d'une secte religieuse dirigé par Park, qui était un groupe dissident de l'Église baptiste évangélique de Yoo Byung-eun. C'est le 29 août, que 32 membres de la secte qui croyaient au jugement dernier, dont Park Soon-ja et ses trois enfants, ont été retrouvés morts, ligotés et bâillonnés,.
L'affaire est connue sous le nom de « suicide collectif d'Odaeyang ». La police a supposé que l'incident était un meurtre-suicide, et l'accusation soupçonnait initialement que Yoo Byung-eun était liée à l'affaire, ; mais il n'a jamais été inculpé et la police a classé l'affaire comme un suicide collectif,,. Il est rapporté que Park Soon-ja, la cheffe de l'église d'Odaeyang, a donné une grosse somme d'argent aux membres d'EBC et que cet argent a été transféré à Semo. Cependant, il a été découvert plus tard qu'il s'agissait d'une transaction entre un membre d'EBC et Park Soon-Ja avant la création d'Odaeyang, puis en 1992, Yoo Byung-eun a été reconnu coupable de « fraude de routine sous couvert de religion » pour son rôle présumé dans la collusion avec l'un de ses employés pour collecter des dons auprès des membres de l'église d'un montant de 1,2 milliard de ₩ (1,15 million de dollars) et les investir dans ses entreprises. Il a purgé une peine de prison de 4 ans,,,,,. En novembre 2014, le bureau du procureur du district d'Incheon a déclaré dans un rapport qu'il n'avait trouvé aucun lien possible entre l'Église baptiste évangélique de Yoo et l'incident d'Odaeyang,.

## Naufrage duSewol
Le ferry de Sewol a chaviré et coulé le 16 avril 2014, faisant 304 morts ou disparus,, ce qui en fait la deuxième pire catastrophe de ferry de l'histoire de la Corée du Sud,. Sewol a été mis à profit par la société Chonghaejin Marine Company, dont Yoo Byung-eun était l'ancien président. Malgré les premiers rapports des médias, Yoo a pris sa retraite de la Marine de Chonghaejin en 1997 et n'a donc pas été impliqué dans les opérations de cette société depuis sa retraite.
Yoo Byung-eun est connu pour résider principalement dans une église rurale appelée « Geumsuwon » (금수원) situé à l'est de Anseong dans la province du Guangdong à environ 80 km au sud de Séoul. Yoo y possède un studio de photographie et, selon le journaliste Michael Ham, directeur général d'Ahae Press et codirecteur du Groupe de médias évangéliques, à partir de 2009, Yoo a commencé à se concentrer de manière obsessionnelle sur la photographie. sa photographie pendant plus de quatre ans, aurait pris environ 2,7 millions de photos pendant cette période, le tout à travers une seule fenêtre,,. Les membres du groupe dirigent les 760 000 mètres carrés de Geumsuwon comme une communauté où ils cultivent des produits biologiques et exploitent une ferme piscicole d'eau douce,.
Le 23 avril, les enquêteurs du Bureau des procureurs du district d'Incheon a perquisitionné le siège social de la Marine de Chonghaejin et une vingtaine de bureaux de ses affiliés, ainsi que le bureau de l'Église évangélique baptiste de Yongsan, au centre de Séoul. Les procureurs ont d'abord soupçonné que l'argent des membres du groupe religieux était utilisé dans les activités commerciales de la Marine de Chonghaejin et Yoo Byung-eun,. Cependant, ce soupçon s'est avéré inexact. Yoo Byung-eun ne détournait pas de fonds d'EBC et ne développait pas son entreprise grâce aux contributions des membres.
Le 24 avril, un financier de l'Église baptiste a été convoqué pour être interrogé afin de surveiller les transactions entre la société et les sociétés dirigées par Yoo et ses deux fils. Des copies des registres fonciers montrent que quatre jours plus tard, les 28 et 29 avril, Yoo et sa famille ont signé environ 24 propriétés d'une valeur d'environ 27 milliards de won (26 millions de dollars) à l'Église évangélique baptiste. Il a été constaté plus tard que les rapports sur sa richesse incluaient à tort des biens immobiliers appartenant à des associations agricoles, qui avaient été créées par des membres de l'Église.
Le 28 avril, 600 membres de l'Église évangélique baptiste ont organisé une manifestation devant le siège du Système de Radiodiffusion Coréen situé à Yeouido, Séoul, contre la couverture médiatique, après ça une enquête à ouverte sur les liens du groupe avec l'opérateur de ferry Sewol, qui nie les soupçons selon lesquels l'Église baptiste évangélique aurait des transactions transfrontalières avec ses filiales de l'opérateur de ferry.
Le 24 mai, les procureurs ont averti que quiconque qui aiderait Yoo à se cacher s'exposerait jusqu'à trois ans de prison. Quatre membres de l'EBC ont été arrêtés le 25 mai pour avoir aidé Yoo à échapper à la détection de la police,. Le 26 mai, EBC, dans un cheminement apparent pour déconcerter les enquêteurs, a déclaré que Yoo était peut-être retourné à Geumsuwon tôt le matin. Un porte-parole de l'église a annoncé plus tard que Yoo n'était pas revenu, ajoutant : « Nous croisons les doigts que Yoo ne sera pas arrêté. Il y aura 100 000 membres qui protégeront Yoo. Même si toute la communauté des 100 000 croyants sont arrêtées, nous ne le trahirons pas,. » Lee Jae-ok, l'un des proches assistant de Yoo, a été arrêté le 26 mai pour avoir planifié la vie de Yoo en fuite et l'avoir aidé à échapper à sa localisation pendant des semaines.